# Joe Bonamassa
Joe Bonamassa (* 8. května 1977 New York, USA) je americký blues-rockový kytarista a zpěvák. Je znám svým hrubým hlasem a technicky propracovanou hrou na kytaru. Kytaře se věnuje od svých čtyř let. V roce 1994 vydal stejnojmenné album se skupinou Bloodline, jejímiž dalšími členy byli synové Milese Davise Erin, Robby Kriegera Waylon a Berry Oakley jr., syn baskytaristy Berry Oakleyho ze skupiny The Allman Brothers Band.
Americký kytarový časopis Guitar One Magazine ho označil za nejlepšího kytaristu jeho generace. Jeho inspiračními zdroji jsou více, na rozdíl od dalších výrazných hráčů jeho generace (Kenny Wayne Shepherd, Jonny Lang), kytaristé britské bluesové vlny, jako Eric Clapton, Peter Green, Paul Kossoff, Jeff Beck, Jimmy Page, Rory Gallagher atd. Z oblasti tradičnějšího blues uvádí jako svou největší inspiraci B. B. Kinga. Oceněn Guitar Players Reader's Choice Award – nejlepší bluesový kytarista pro rok 2007 a 2008.
V roce 2009 Bonamassa spoluzaložil superskupinu Black Country Communion, ve které spolu s ním hráli ještě Glenn Hughes, Jason Bonham a Derek Sherinian. V letech 2010–2012 skupina vydala tři alba a v březnu 2013 Bonamassa skupinu opustil.

## Diskografie
- 1994 – Bloodline
- 2002 – So, It's Like That
- 2002 – Live at the Cabooze
- 2003 – Blues Deluxe
- 2004 – Had To Cry Today
- 2005 – A New Day Yesterday: Live
- 2005 – Live at Rockpalast
- 2006 – You & Me
- 2007 – Sloe Gin
- 2008 – LIVE from nowhere in particular
- 2009 – The Ballad of John Henry
- 2010 – Black Rock
- 2011 – Dust Bowl
- 2011 – Don't Explain (s Beth Hart)
- 2012 – Driving Towards the Daylight
- 2014 – Different Shades of Blue
- 2016 – Blues of Desperation
- 2018 – Redemption
- 2020 – Royal Tea
- 2021 – Time Clocks
- 2023 – Blues Deluxe Vol. 2
- 2025 – Breakthrough

### s Black Country Communion
- 2010 – Black Country
- 2011 – 2
- 2012 – Afterglow

### Další alba (jako host)
- 2000 – Holy Man (Joe Lynn Turner)
- 2003 – JLT (Joe Lynn Turner)
- 2006 – Full Circle (Walter Trout)
- 2009 – Trading 8's (Carl Verheyen Band)
- 2010 – What You're Getting Into (Shannon Curfman)
- 2010 – Merchants and Thieves (Sandi Thom)
- 2010 – Blue Jay (Healing Sixes)
- 2010 – Six String Theory (Lee Ritenour)
- 2011 – Still Frame Replay (Henrik Freischlader)
- 2011 – All Out (Don Airey)
- 2011 – Unusual Suspects (Leslie West)